# Patrick Girondi
Patrick Girondi (Chicago, ...) è un cantante e compositore statunitense di origini italiane..

## Primi anni di vita
Patrick Girondi è nato negli Stati Uniti, a Chicago. Il suo nome di nascita è Patrick Michael Finley. In seguito, nel 1985, ha cambiato cognome acquisendo quello da nubile di sua madre, "Girondi". Non ha mai terminato gli studi delle scuole superiori.

## Carriera

### Cantante
Patrick Girondi è un cantautore e inizia ad esibirsi già dall'età di sei anni. Nel 1998, collaborando con a Ken Barnard (di Street Factory Music) ha affinato le sue capacità canore e di stesura dei testi. Il suo primo singolo commerciale, "Colpo Di Cuore", è stato pubblicato da Street Factory Records nel 2002. Lo stesso brano apparso anche nel suo CD di debutto, Orphan's Soul.
Nel secondo album di Girondi, Orphan's Journey, è presente un brano diventato, poi, colonna sonora del film italiano Focaccia Blues. Grazie all’album Orphan's Journey, nel 2007, ha vinto premio International Indie Artist of the Year,  votato dalla Indie Music Writers Association. Gli album pubblicati in seguito sono Orphan's Hope (2010), Orphan's Cure (2015), Orphan's Return (2020) e Orphan's Final Chapter (2023). La sua raccolta musicale è stata distribuita  in circa venti paesi.  Nel 2008, la sua canzone "It's Your Time" è stata premiata al Giffoni Film Festival in Italia.
Girondi si è esibito sia negli Stati Uniti che in Italia, da locali privati a grandi festival estivi. Alcuni dei locali in cui si è esibito sono Harris Theatre e il Navy Pier, a Chicago, nella quale si sono esibiti altri musicisti come Tony Bennett e Boz Scaggs. Durante il suo tour negli Stati Uniti del 2008, si è esibito con il sassofonista Ronnie Graham ed ha condiviso il palco con Ramsey Lewis, Gerey Johnson e Mike Logan, insieme a The Ultimate Concept Band e The Mad Hatter.
Le apparizioni più recenti di Girondi sono state al Narni Black Festival, al Teatro Comunale, e al RossoBastardo Live in Italia; dove si sono esibiti artisti come Earth, Wind & Fire a Gloria Gaynor, Dionne Warwick e Kool & the Gang. È apparso in diversi programmi televisivi a Chicago, New York e in Italia.  I suoi album sono stati realizzati insieme ad artisti famosi come Antonella Pepe, Gianni Trevisani, Lorenzo Poli e Raffaele Chiatto che hanno, a loro volta, collaborato con artisti altrettanto importanti, quali Eros Ramazzotti, Claudio Baglioni e Umberto Tozzi.

### Discografia
| Anno | Album                  |
| ---- | ---------------------- |
| 2004 | Orphan’s Soul          |
| 2008 | Orphan’s Journey       |
| 2010 | Orphan’s Hope          |
| 2015 | Orphan’s Cure          |
| 2020 | Orphan’s Return        |
| 2023 | Orphan’s Final Chapter |

### Scrittura
Girondi ha pubblicato il suo primo libro nel 1986, quando ancora si chiamava  Patrick Finley. Nel maggio 2022, Skyhorse Publishing e gli editori Simon e Schuster, hanno pubblicato un altro suo libro: Flight of the Rondone: High School Dropout VS Big Pharma - The Fight to Save My Son's Life. Quest’ultimo premiato come bestseller dal Wall Street Journal nel luglio 2022. Il secondo libro di Girondi, pubblicato da Skyhorse nel febbraio 2023, è intitolato New City: A Story About Race Baiting and Hope on the South Side di Chicago.

## Vita privata
Girondi è legalmente separato dalla moglie e madre dei loro tre figli, Rocco, Francesco e Giancarlo dall'ottobre 2003.

## Premi
- 2007 - International Indie Artist of The Year Award[6]
- 2008 - Premio Giffoni Film festival per il video, It's your Time 2008[3]
- 2009 - Premio, Pugliese dell'Anno, con il regista Michele Placido
- 2009 - Premio Cooley's Anemia Foundation
- 2010 -  Vincitore del Golden Globe per la canzone Flim Flam Man e It's Your Time utilizzato nel film vincitore del Golden Globe, Focaccia Blues, presentata a Roma e all’Egyptian Theatre a Hollywood'.[3]
- 2011 - Premio Independent Video of the year per il brano Living without You (Italy)[16]
- 2011 - Premio di Cooley’s Anemia International
- 2012 - Premio dell'Organizzazione delle Nazioni Unite Thalassemia International Foundation
- 2012 - Premio della Thalassemia Foundation India
- 2020 -  Premio dall’Accademia di Sicilia, Palermo, Sicilia